# ГЕС-ГАЕС Jocassee
ГЕС-ГАЕС Jocassee — гідроелектростанція у штаті Південна Кароліна (Сполучені Штати Америки). Знаходячись перед ГЕС Keowee, становить верхній ступінь каскаду на річці Keowee, яка дренує східний схил Аппалачів та є правим витоком Сінеки, яка, своєю чергою, є лівою твірною Саванни (впадає до Атлантичного океану біля міста Саванна, на межі штатів Південна Кароліна та Джорджія).
У межах проекту річку перекрили кам'яно-накидною греблею із земляним ядром висотою 117 метрів та довжиною 556 метрів, крім того, знадобились дві допоміжні земляні дамби — висотою 11 метрів при довжині 251 метр та висотою 8 метрів при довжині 152 метри. Разом вони утримують водосховище з площею поверхні 30,6 км2 та об'ємом 1,43 млрд м3, в якому припустиме коливання рівня в операційному режимі між позначками 329 та 338 метрів НРМ. Це відповідає корисному об'єму в 0,28 млрд м3, що дозволяє запасати еквівалент 59 млн кВт·год. При цьому можливо відзначити, що, окрім обслуговування власної станції, сховище Jocassee виконує функцію нижнього резервуара для ГАЕС Бед-Крік. Водночас ГАЕС Jocassee використовує як нижній резервуар сховище розташованої далі по річці ГЕС Keowee.
Пригреблевий машинний зал обладнаний чотирма оборотними турбінами потужністю по 177,5 МВт. Цей показник є зазначеним у ліцензії на використання водних ресурсів номіналом, тоді як максимальна потужність після проведеної у 2000-х роках модернізації досягає 205 МВт. При напорі у 94 метри гідроагрегати забезпечують виробництво 811 млн кВт·год електроенергії на рік, з якої абсолютна більшість виробляється завдяки гідроакумуляції (для прикладу, продуктивність нижньої станції каскаду становить лише 70 млн кВт·год на рік).
Зв'язок з енергосистемою відбувається по ЛЕП, розрахованій на роботу під напругою 230 кВ.